# Наранович Павло Андрійович
Наранович Павло Андрійович (1801–1874) — видатний хірург, професор. Бальзамував тіла російської імператриці Марії Федорівни (1828) та російського імператора Миколи I (1855). Автор великої кількості наукових робіт, нагороджений орденом Св. Володимира 4-го ст.

## З життєпису
Народився в с. Чапліївка Кролевецького повіту Чернігівської губернії.
1866 — віце-президент Товариства Російських лікарів у Петербурзі.
1867 стає одним із перших засновників Товариства піклування про хворих та поранених воїнів, згодом — Російське товариство Червоного Хреста.